# Рейвенсвуд (Квинсленд)

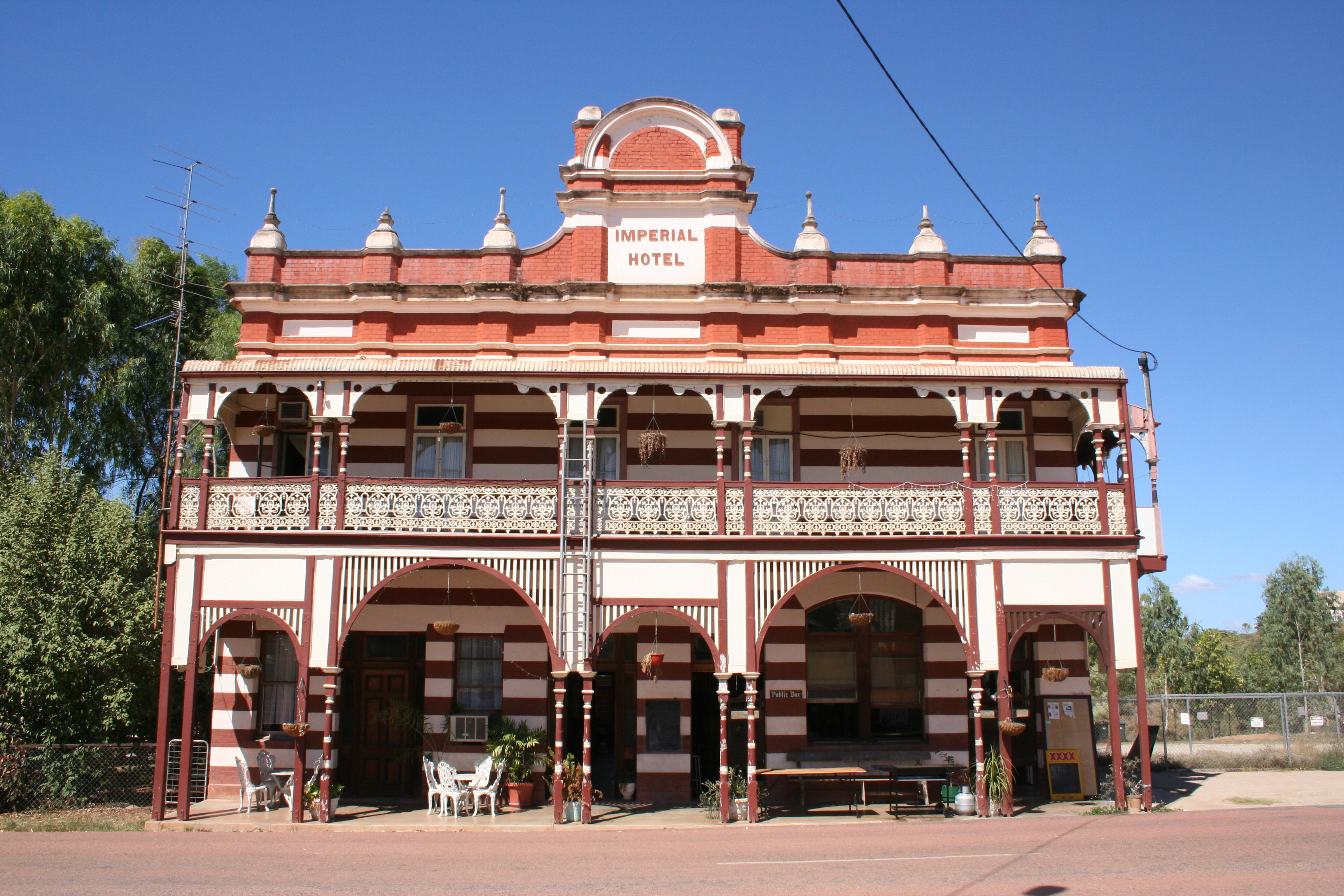
Отель «Империал», Рейвенсвуд

Рейвенсвуд (англ. Ravenswood) — маленький город в восточной части австралийского штата Квинсленд. Город расположен в 40 километрах юго-западнее Чартерс-Тауэрса, центра одноимённого района. Население города по оценкам на 2006 год составляло 190 человек. Ближайший крупный город — Таунсвилл (расположен в 100 километрах на севере).

## Описание
До прихода европейцев в районе Рейвенсвуда традиционно проживали австралийские аборигены племени бирри (англ. Birri).
Белые поселенцы появились здесь в конце XIX века, после открытия богатых месторождений золота в районе Чартерс-Тауэрс.
Рейвенсвуд знаменит большим золотодобывающим карьером и огромным камнем белого кварца «Уайт-Блоу».

### Добыча золота
Активная добыча золота в этом районе началась в 1880-х годах. В те годы в Рейвенсвуд приехали тысячи золотоискателей со всего мира. К концу XIX века город достигает своего наибольшего развития (население 5 000 человек), несколько исторических зданий того периода сохранились до наших дней.
В настоящее время разработку месторождения «Рейвенсвуд» ведёт австралийская компания Carpentaria Gold Pty. Ltd. Золотосодержащая порода добывается как открытым способом (в карьере), так и подземным способом (в шахтах). В карьере порода размельчается при помощи серии взрывов, после чего на карьерных самосвалах доставляется на расположенный рядом обогатительный комбинат. Рабочие приезжают сюда только на свои смены, а по окончании их снова уезжают, поэтому количество постоянно живущих жилетей города очень невелико.

### Белый камень
Одной из достопримечательностей Рейвенсвуда являются выступающие над поверхностью земли отложения белого кварца. Для охраны уникального геологического явления и прилегающих лесных массивов в 1974 году был создан специальный парк — White Blow Conservation Park.
В самом центре парка расположен огромный камень молочно-белого кварца — «Уайт-Блоу» (англ. White Blow). Это отложение кварца (диоксид кремния) достигает в высоту 15 метров и 45 метров в ширину.

## Фотографии

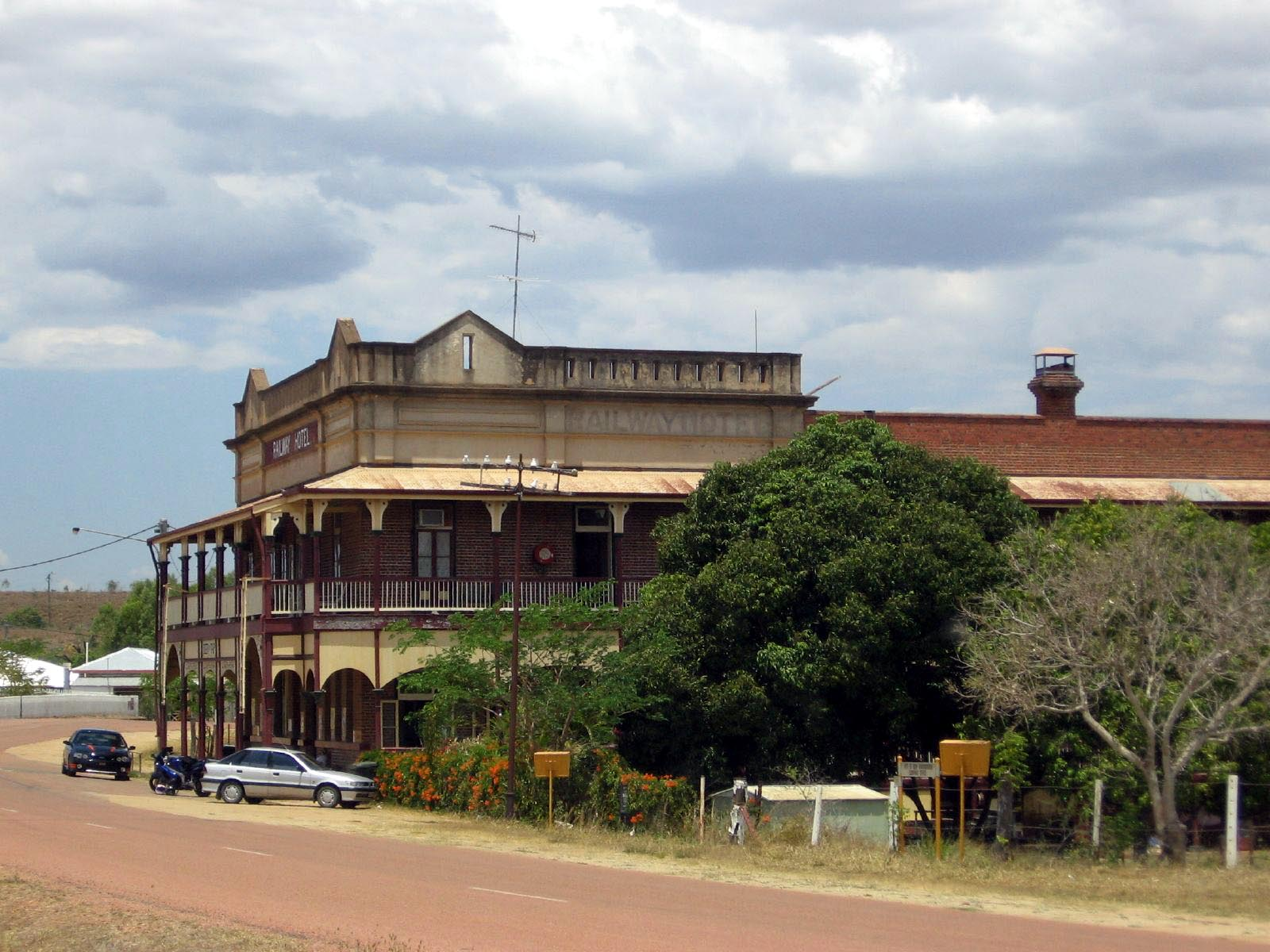
Рейвенсвуд
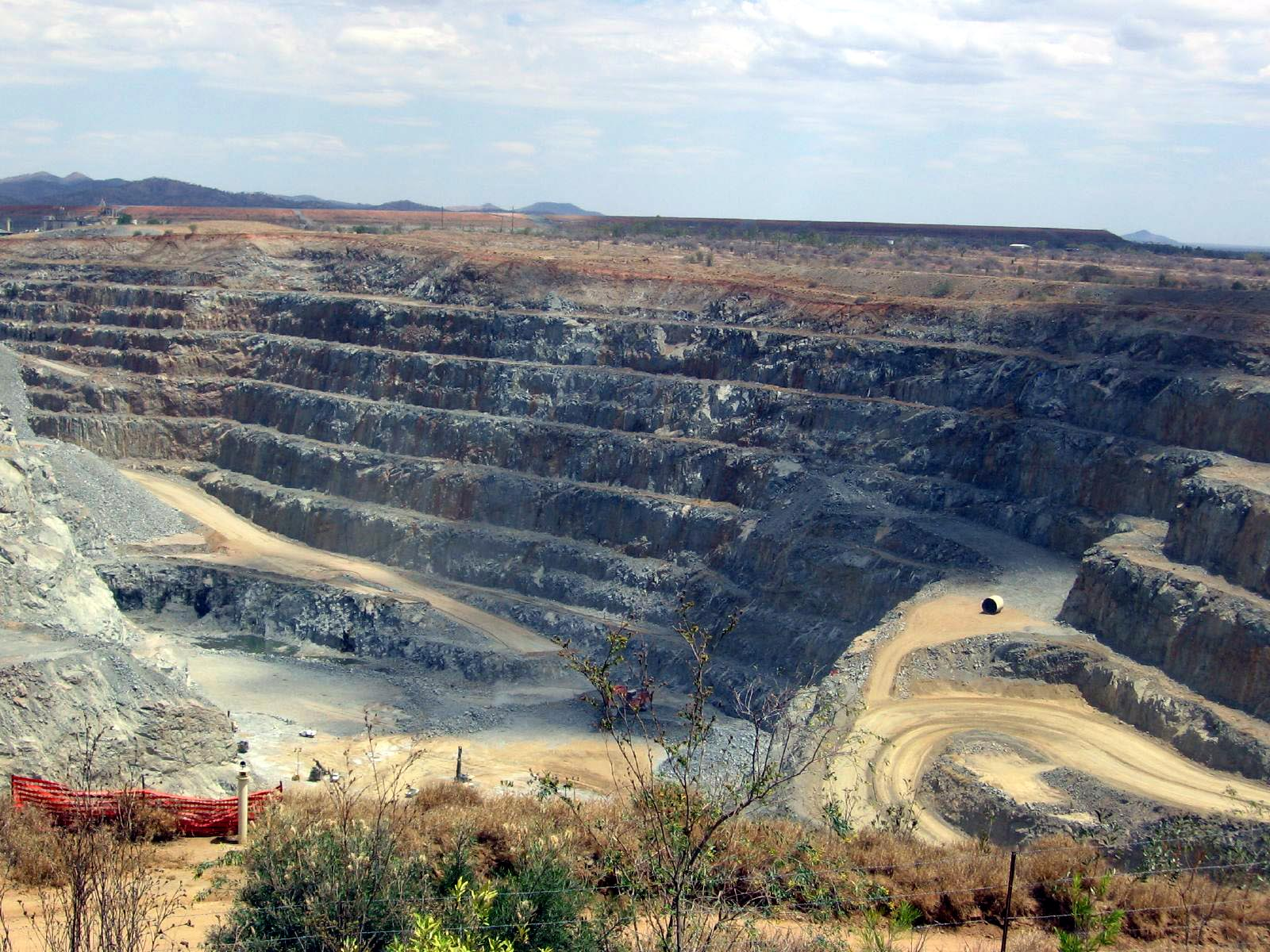
Рейвенсвуд, золотодобывающий карьер
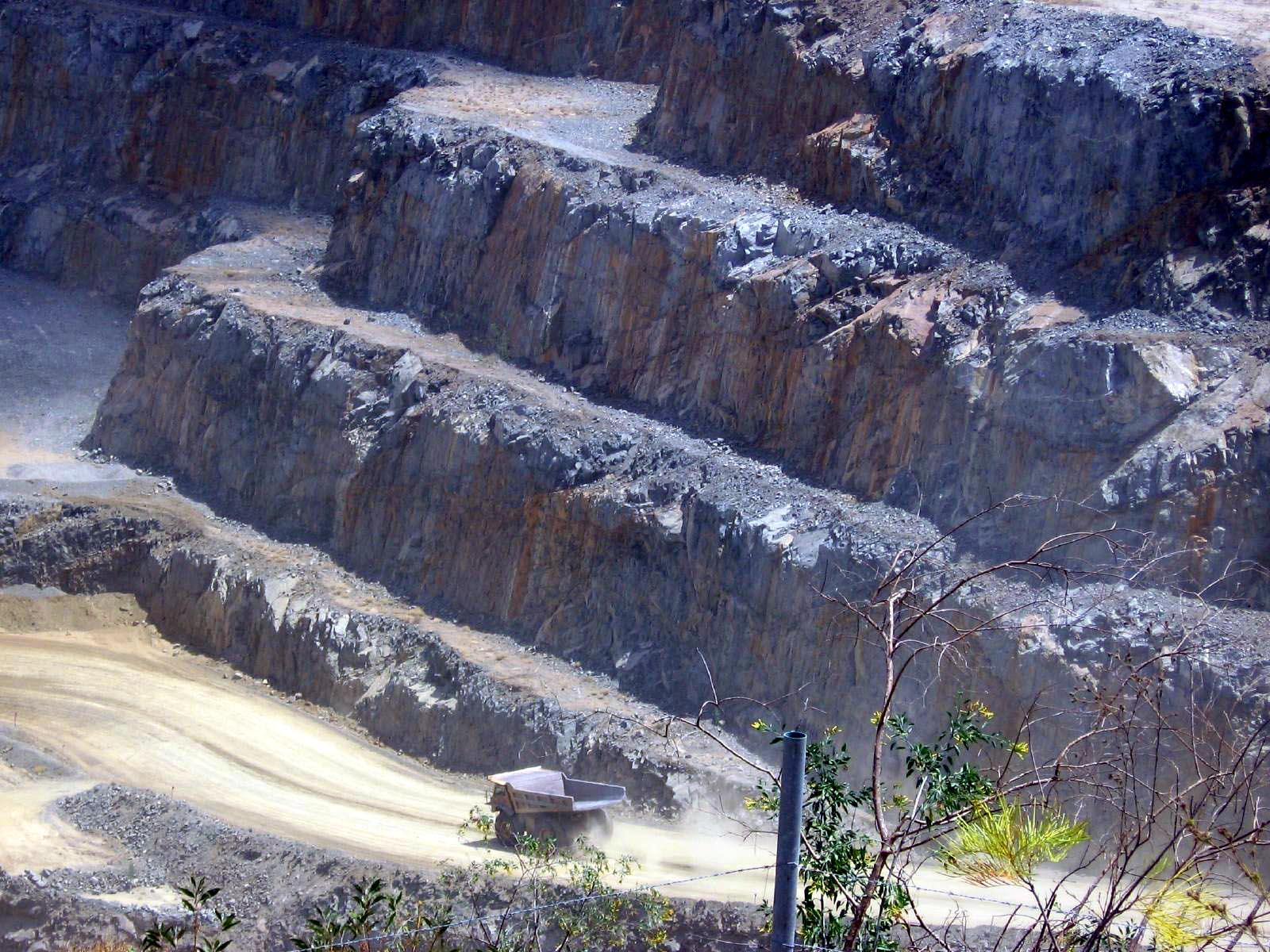
Рейвенсвуд, золотодобывающий карьер
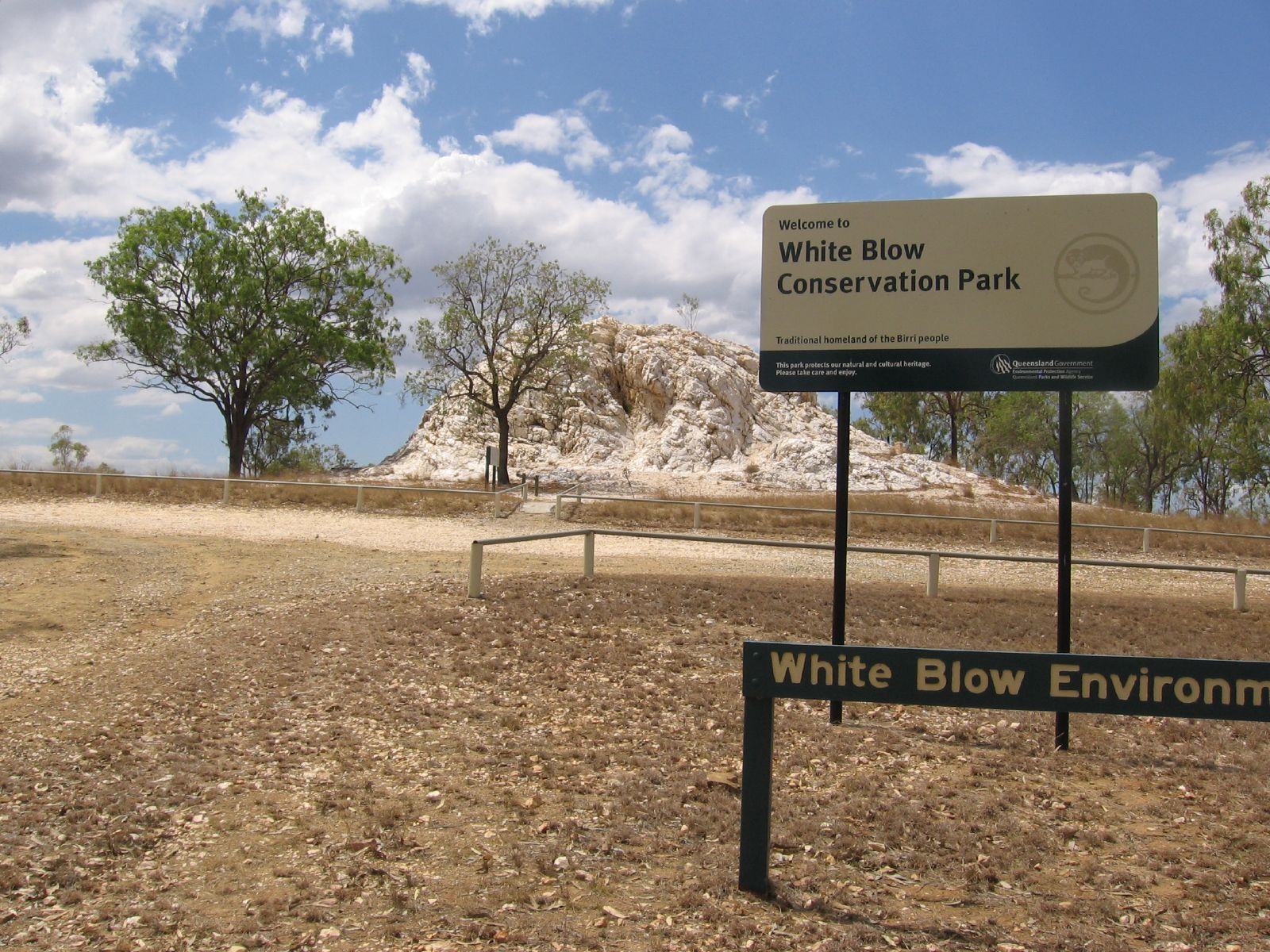
Рейвенсвуд, «Уайт-Блоу»
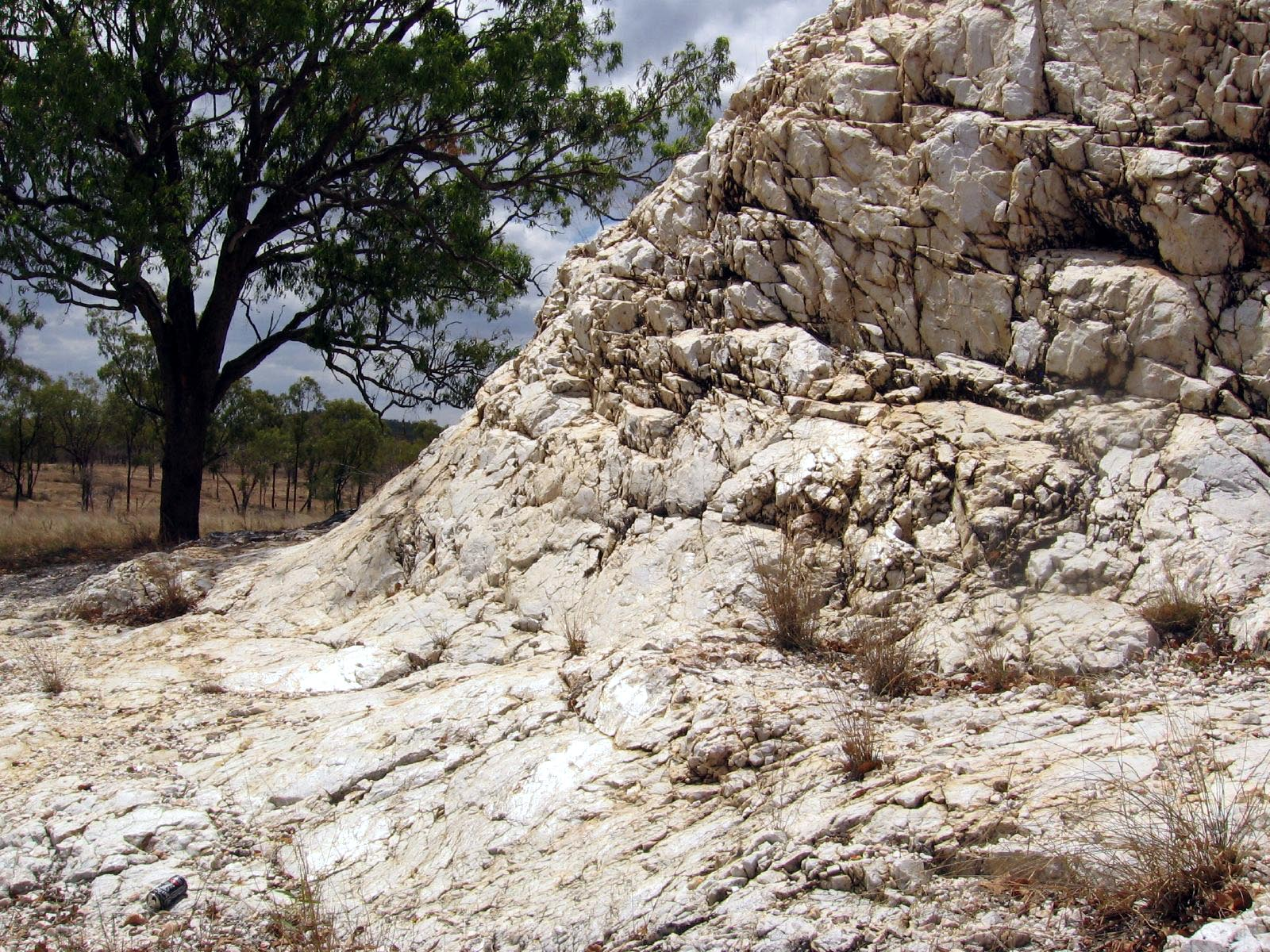
Рейвенсвуд, «Уайт-Блоу»